# 荷叶离褶伞
荷叶离褶伞，俗称北风菌、荷叶蘑、冷香菌、一窝鸡，商品名鹿茸菇，离褶伞科食用蕈。

## 外观
荷叶离褶伞菌丛生或簇生在一起，其菌盖呈扁半球形，后平展，中部稍凸起或稍下凹，往往不正形，盖缘下弯、薄、波状，有不规则浅裂，盖面平滑，无毛或常有附生纤毛，平时有光泽，浅灰色、灰黑色或淡茶褐色。菌肉中部较厚，边缘薄，有弹性，后柔软，菌肉白色，味道柔和。菌褶直生至弯生，老后稍延生，较密而薄，颜色由白色至带黄色，再到浅灰色，褶缘呈波状。菌柄长6～10cm，粗0.5～1.5cm，中生或偏生，圆柱形，基部明显膨大，多数常弯曲，实心，顶部粉状，向下纤维状，有弹性，白色至淡色，基部灰色至褐色。孢子平滑，无色，球形，直径 4～7μm。

## 生态
荷叶离褶伞在林地山坡、菜园、公园皆可生长，一般与树木相邻。广泛分布于北温带地区。

## 分布
荷叶离褶伞在世界各地分布广泛，在大陆主要分布于四川、青海、河南、辽宁、吉林、黑龙江、江苏、贵州、福建、新疆、云南地区。

## 食用
荷叶离褶伞美味，但由于需求量不断增加，便遭到了掠夺性采集，大陆野生产量逐年下降，但已经得到了商业化栽培。荷叶离褶伞子拥有很高的营养价值，实体蛋白质含量（21.4%）高，氨基酸种类齐全（17种），脂肪含量（1.44%）低，还含有对人体有益的微量元素锌、铜和硒以及大量的维生素B1、维生素B2、维生素B6、维生素B6、维生素B12 和烟酸。但荷叶离褶伞对重金属镉、汞、铅和砷具有富集作用，因此对于栽培条件和生长环境必要进行严格选择和控制。